# Meis (zangeres)
Aysha Meis de Groot (Amsterdam, 7 september 1993), kortweg Meis, is een Nederlandse zangeres. 
Meis is de dochter van zanger, gitarist Marcel de Groot en zijn manager Joyce Ziermans. Moeder was ook enige tijd directeur van Cultuurpodium Boerderij. Ze is als Meis vernoemd naar oma van moeders kant. Marcel zelf is de zoon van zanger  Boudewijn de Groot.
Ze groeide op in Amsterdam-Centrum aan de Boomstraat en ging naar de lagere school Theo Thijssenschool, ook in de Jordaan. Ze studeerde aan het Conservatorium van Amsterdam, waar ze in 2017 afstudeerde. In dat jaar liep ze ook een korte stage bij haar grootvader; hij was toen met de Vreemde Kostgangers in de studio te vinden voor het album Nachtwerk. In 2019 trad ze op in het voorprogramma van Bazart, waar ze Eefje de Visser leerde kennen. Die zocht nog een musicus annex danseres. Sindsdien is Meis als backing vocalist deel van Eefjes liveband.
In 2021 bracht Meis haar eerste ep uit, getiteld Een, met eigen Nederlandstalige nummers.
In juni 2025 poseerde Meis naakt voor Playboy. Het blad ruimde tien pagina’s voor haar in. De zangeres liet weten dat de shoot een ‘overwinning op zichzelf’ was.

## Album
Haar moeder overleed in 2002 aan een erfelijke vorm van maagkanker; haar broer en zijzelf bleken hetzelfde gen te hebben. Om die reden koos ze er in 2017 voor haar maag preventief te laten verwijderen in het Antoni van Leeuwenhoekziekenhuis. Terwijl ze in het ziekenhuis lag begon ze aan een muzikaal dagboek van haar behandeling en verblijf. Dat resulteerde in 2024 in het album Zwart/Wit, op de platenhoes staat een portret van haar waarbij het litteken op haar huid te zien is. Het album werd gevolgd door een tournee met de afsluiting Meisfest met bevriende musici in Melkweg op 20 april 2024. Ze kreeg daartoe een toelage uit het Amsterdamse Fonds voor de Kunsten.

## Discografie

### Album
- Zwart/Wit (2024)

### Ep's
- Een (2021)

### Singles
- Waarom (2018)
- Wacht (2020)
- Waar (2020)
- Veel (2020)
- Zee (2020)
- Waarom /2 (2021)